# 그랜드 센트럴 터미널
그랜드센트럴 터미널(Grand Central Terminal)은 미국 뉴욕 시의 42번가와 파크 가의 교차점에 위치한 통근철도를 위한 터미널형 역이다. 그랜드 센트럴 역, 그랜드센트럴 스테이션 또는 단순히 그랜드 센트럴로 불리기도 한다. 그랜드 센트럴 터미널은 뉴욕도시권의 북쪽을 담당하는 메트로 노스 철도(영어: Metro North Railroad)의 할렘선, 허디슨선, 뉴헤이븐선의 남쪽 종착역이다.  2023년부터는 지하에 있는 그랜드 센트럴 매디슨역을 통해서 롱아일랜드 철도와도 연결되어 있다. 통근열차이외에도 그랜드 센트럴-42번가역을 통해 뉴욕지하철의 4, 5, 6, 7, 42번가 셔틀과 연결되어 있다. 44개의 승강장과 67선으로 승강장 숫자만으로는 전 세계를 통틀어 가장 큰 역이다. 롱아일랜드 철도가 이 역에 들어오고 나서는 48개의 승강장과 75선으로 확장될 것이다. 주로 뉴욕 근교 거주자들이 탑승하는 통근노선이 이 역을 이용하고 있으며 매년 1억 명의 사람들이 이 역을 이용한다. 역의 천장에는 2500개의 별들로 장식되어 있다.

## 유래
그랜드 센트럴 터미널은 1913년 2월 2일에 뉴욕 센트럴 철도를 위해 완공되었다. 

## 대중 문화
크라이텍의 새로운 게임 크라이시스2의 배경이 되고 있다.

## 같이 보기
- 세카우커스 환승역
- 자메이카 역
- 펜실베이니아 역